# Парма (Лодзинське воєводство)
Парма (пол. Parma) — село в Польщі, у гміні Лович Ловицького повіту Лодзинського воєводства.
Населення — 457 осіб (2011).
У 1975-1998 роках село належало до Скерневицького воєводства.

## Демографія
Демографічна структура станом на 31 березня 2011 року:
|          | Загалом | Допрацездатний вік | Працездатний вік | Постпрацездатний вік |
| -------- | ------- | ------------------ | ---------------- | -------------------- |
| Чоловіки | 235     | 51                 | 155              | 29                   |
| Жінки    | 222     | 40                 | 136              | 46                   |
| Разом    | 457     | 91                 | 291              | 75                   |